# ياسين غالب
ياسين غالب (1953- 2022)، فنان تشكيلي ومهندس معماري يمني. شارك في معارض داخل اليمن وخارجها. من الأعضاء المؤسسين لجماعة الفن الحديث.

## حياته
ولد ياسين غالب في عزلة الأعروق في تعز عام 1956، وتحصل على الماجستير في الهندسة المعمارية في خاركوف، أوكرانيا 1983، وماجستير في الإدارة الحضرية من هولندا 1989. شارك في معارض داخل اليمن وخارجها وأقام معرضه الشخصي سنة 1995. عمل في الهيئة العامة للحفاظ على المدن التاريخية خبيراً ومستشاراً. وهو من مؤسسي جماعة الفن الحديث ومؤسس جاليري حدة؛ وهو نشاط لثلاثة فنانين هم «أمين ناشر»، و «مظهر نزار» و«ياسين غالب» لم يستمر سوى سنوات قليلة وأغلق الجاليري سنة 2011.

## مناصب
- مستشار في الهيئة العامة للمحافظة على المدن التاريخية.
- المدير المسئول ل (تراث) المتخصص في مجال ترميم وإعادة تأهيل المباني التاريخية في ديزاين بيسمنت.
- مستشار وحدة الموروث الثقافي بالصندوق الإجتماعي للتنمية.
- عضو جماعة الفنانين التشكيليين.
- عضو مؤسس في جماعة الفن الحديث.
- عضو مؤسس في الحلقة الثقافية الدولية.
- عضو مؤسس في نقابة الفنانين التشكيليين.
- أسس مع زملائه مظهر نزار وأمين ناشرصالة حدة للفنون التشكيلية 96-1998.

## معارض فنية
- 1989مشاركة في بينالي الشارقة.
- 1990معرض في جامعة صنعاء.
- 1995معرض جماعي في السفارة الأمريكية في صنعاء.
- 1995 المعرض الشخصي الأول في الصالة الأولى.
- 1995 معرض جماعي في المركز الوطني للفنون.
- 1995 ورشة عمل مع نحات نرويجي (الحلقة الثقافية اليمنية الدولية).
- 1996مشارك في المعرض الأول للحلقة الثقافية الدولية صنعاء.
- 1996 مشارك في المعرض الدولي الأول في المركز الثقافي اليمني صنعاء.
- 1996 افتتاح معرض صالة حدة للفنون التشكيلية صنعاء.
- 1998 مشارك في تري نالي الهند.
- 1998 مشارك ضمن معرض الأربعة في صالة حدة للفنون التشكيلية.
- 1999 معرض وزارة المغتربين قاعة الشيرتون صنعاء.
- 2000 معرض شخصي في المركز الثقافي الفرنسي.
- 2001 ورشة عمل مع الفنان الأسترالي جورج جيتوس في المركز الثقافي الفرنسي.
- 2001 مشارك في معرض المركز الثقافي الفرنسي صنعاء.
- 2002معرض شخصي في المركز الثقافي الفرنسي.
- 2007 مشارك في معرض جماعي-كانديان نكسن-مع اتحاد المرأة في فندق الموفامبيك ـ صنعاء ـ لرعاية الأسر الفقيرة في اليمن.
- 2007 معرض شخصي بعنوان (ملامح من الذاكرة) المركز الثقافي الفرنسي من 20-26 مايو.
- 2008 مشارك في معرض جماعي كاناديان نكسن ـ اتحاد المرأة العالمي فندق الموفمبيك صنعاء 8 فبراير.

## تكريمات
- شهادة تقديرية الشارقة 1989.
- الجائزة الثالثة في الملتقى الأول للفنون التشكيلية 1996.
- شهادة تقدير لاسهاماته في الحفاظ على الحرف التقليدية الوطنية وتحسينها من قبل الادارة العامة لمراكز تطوير الحرف اليدوية 1997 م.
- شهادة شكر وتقدير من قبل الهيئة العاملة للمحافظة على المدن التاريخية 2011م.
- الذكرى الأولى لرحيل المهندس الفنان التشكيلي ياسين غالب في المركز الثقافي اليمني بالقاهرة 2023.